# Simbach a.Inn
Simbach a.Inn (in bavarese Simboch am Inn) è una città tedesca di 9 878 abitanti, situata nel land della Baviera.
In questa città, nel 1928, Eva Braun frequentò il collegio "Istituto delle Dame inglesi" dove studiò economia domestica, contabilità e dattilografia.

## Geografia fisica
La città si trova a circa 120 km da Monaco di Baviera, e a circa 60 km da Salisburgo, nel sud est della Baviera lungo la riva sinistra del fiume Inn, al confine con l'Alta Austria (Austria). Nello specifico confina con la città di Braunau am Inn, sulla riva destra del fiume. È Gemellata dal 2001 con la città carnica di Tolmezzo (Udine).

## Amministrazione

### Gemellaggi
- Tolmezzo